# Ch'oe Ch'ung
Ch'oe Ch'ung (hangeul : 최충 ; hanja : 崔沖 ; RR : Choe Chung), né en 984 et mort en 1068, est un lettré coréen de l'époque Koryŏ. Il fait partie des penseurs confucianistes les plus importants de son époque en Corée, et a participe à importer de Chine le modèle éducatif des élites.
Surnommé le « Confucius coréen », Ch'oe Ch'ung créé un système d'écoles appelées « académies aux neuf piliers » sur la base des premières «universités » du IVe siècle. Le but est de sélectionner des hommes de qualité pour le service de la nation, par-delà les privilèges de classes qui avaient tant bloqué le royaume de Silla unifié. Ces académies deviennent plus populaires que les universités nationales (kukchagam).